# Wayne Shorter

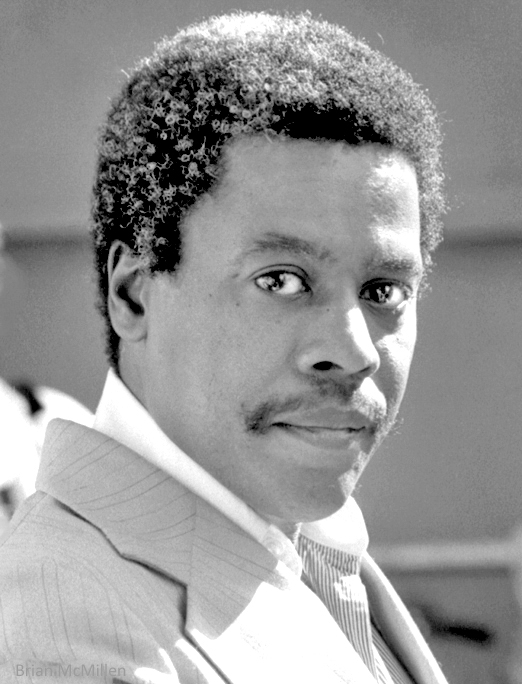
Wayne Shorter, Berkeley 1980

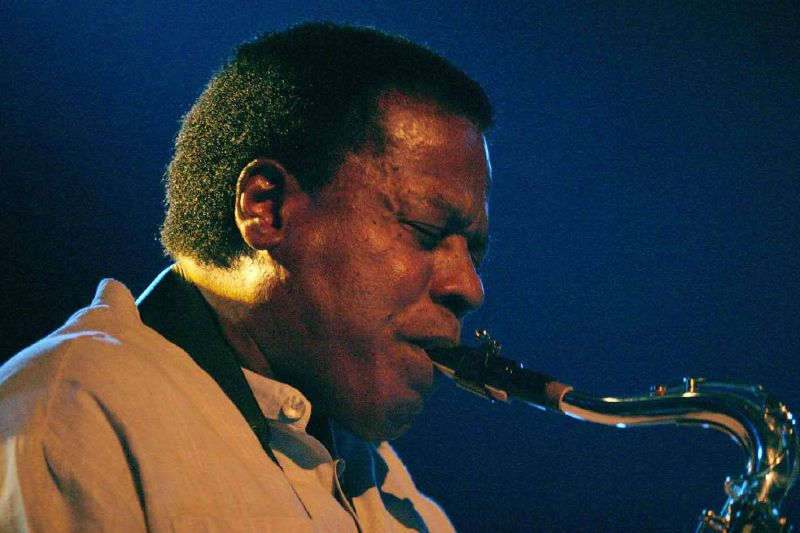
Wayne Shorter, 2006

Wayne Shorter (* 25. August 1933 in Newark, New Jersey; † 2. März 2023 in Los Angeles) war ein US-amerikanischer Jazz-Saxophonist und -Komponist. Mit John Coltrane und Sonny Rollins gehörte er zur „vordersten Linie“ der Saxophonisten im Modern Jazz. Shorter zählt zu den stilbildenden Künstlern des Jazz. Er gilt als einer der bedeutendsten und einflussreichsten Interpreten der Jazzgeschichte.

## Leben und Wirken

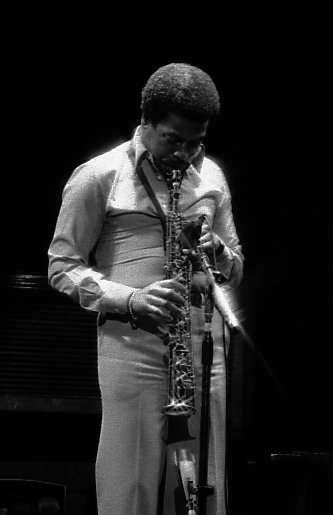
Wayne Shorter, 1977

Shorter spielte zunächst für Horace Silver und Maynard Ferguson, bevor er ab 1959 zu Art Blakey’s Jazz Messengers stieß. Er wurde deren musikalischer Leiter, bevor er 1964 auf Empfehlung von John Coltrane von Miles Davis abgeworben wurde. Er veröffentlichte aber auch meist hochgelobte Alben unter eigenem Namen, wie 1964 Night Dreamer als sein erstes Album für Blue Note. Von 1964 bis 1969 war er – neben Herbie Hancock, Ron Carter und Tony Williams – Mitglied des zweiten „klassischen“ Miles-Davis-Quintetts, für das er viele Kompositionen schrieb, die zu Klassikern wurden, darunter die Stücke Footprints und Nefertiti. Shorter war der richtige Nachfolger für John Coltrane in Davis’ Gruppe, was noch dadurch untermauert wurde, dass er bei Blue Note zu der Zeit unter seinem Namen die Quartett-Aufnahme JuJu mit Coltranes Begleitern McCoy Tyner und Elvin Jones einspielte.

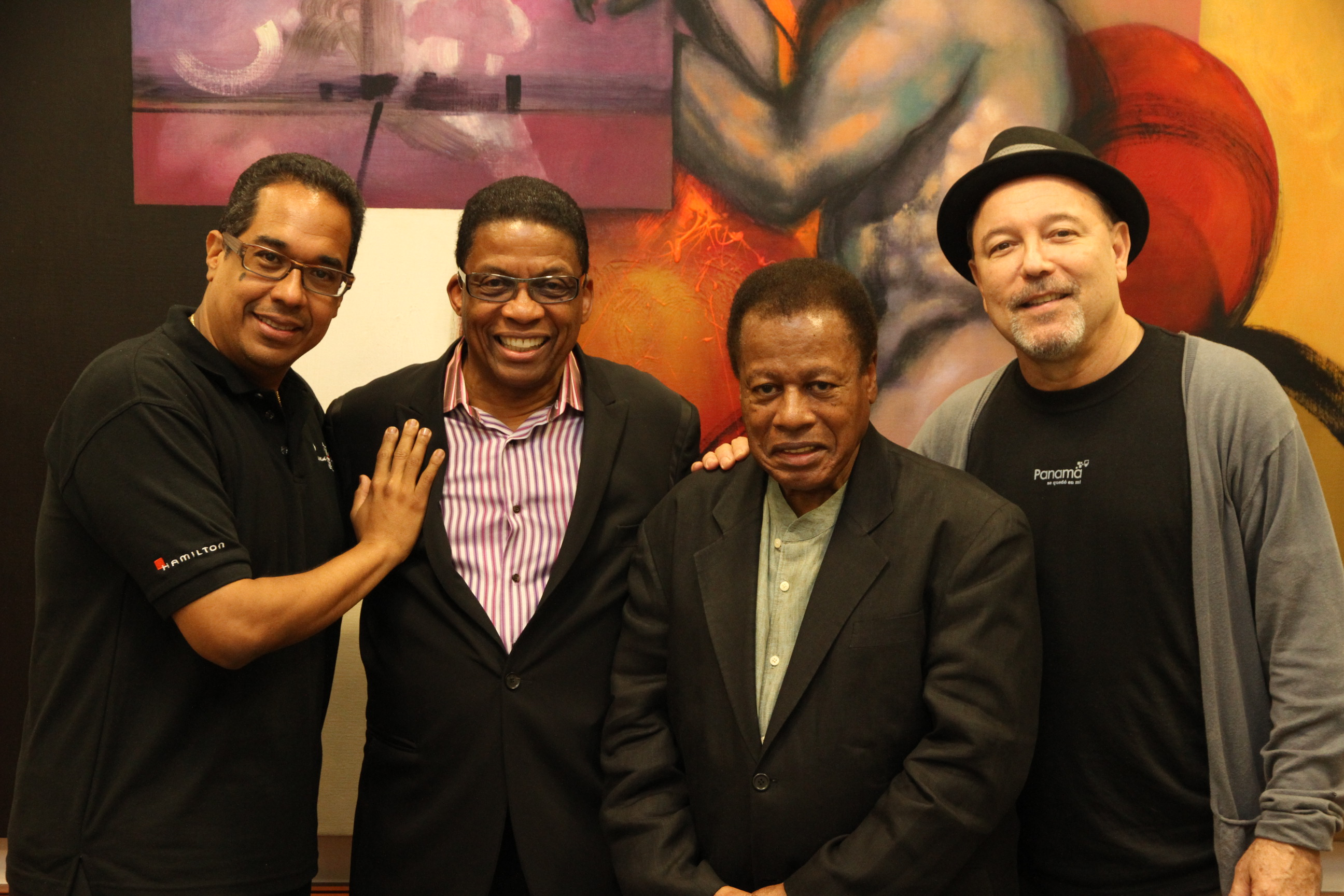
Danilo Pérez, Herbie Hancock, Wayne Shorter, Rubén Blades, 2013

1970 gründete er gemeinsam mit dem Keyboarder Joe Zawinul und dem Bassisten Miroslav Vitouš die legendäre Jazz-Rock-Formation Weather Report, der später auch Jaco Pastorius und Peter Erskine angehörten. In die Zeit der frühen Weather Report fällt auch Shorters weitgehender Wechsel vom Tenorsaxophon, das er bis 1968 ausschließlich gespielt hatte, auf das Sopransaxophon.
Joe Zawinul berichtete, dass Shorter und er ohne Absprachen improvisierten: „Wir improvisierten bei jedem Weather-Report-Konzert ein Duo. ... Die Duette klangen, als wären sie einstudiert, doch es war jeden Abend total anders.“
Parallel spielte er ab 1976 mit V.S.O.P. auch akustischen Jazz.
Nach der Auflösung von Weather Report (nach Meinung Joachim-Ernst Berendts „die erfolgreichste aller Jazz-Rock-Gruppen“) arbeitete Shorter solistisch. Er begleitete Carlos Santana 1988 auf einer Tournee und spielte auf mehreren Alben von Joni Mitchell und mit Steely Dan. Später leitete er ein hochgelobtes Quartett mit dem Pianisten Danilo Pérez, dem Bassisten John Patitucci sowie dem Schlagzeuger Brian Blade (CDs: Footprints Live!, Beyond the Sound Barrier und Without a Net).
Bert Noglik schrieb 2013 über Shorter: „Sein Spiel wurde als poetisch, rätselhaft und zugleich natürlich und in sich völlig logisch charakterisiert.“
Am 12. November 2021 wurde seine Oper Iphigenia nach einem Libretto von Esperanza Spalding am Cutler Majestic Theatre in Boston uraufgeführt. Das Bühnenbild schuf Frank O. Gehry.

### Privatleben
1985 starb Shorters Tochter Iska Maria (* 1971) nach einem epileptischen Anfall. 1996 kamen Shorters Ehefrau Ana Maria (* 1947) und ihre Nichte Dalila Lucien, die 17-jährige Tochter des Sängers Jon Lucien, beim TWA-800-Flugzeugabsturz vor Long Island ums Leben. 1999 heiratete Shorter in dritter Ehe die brasilianische Sängerin Carolina Dos Santos, eine enge Freundin seiner verstorbenen Frau. Shorter war bekennender Nichiren-Buddhist und Anhänger der neuen religiösen Bewegung Sōka Gakkai.
Shorter starb am 2. März 2023 im Alter von 89 Jahren in einem Krankenhaus in Los Angeles. Sein Archiv hat die New York Public Library for the Performing Arts erworben.

## Preise und Auszeichnungen
2003 und 2005 erhielt Shorter für die Alben Alegría und Beyond the Sound Barrier jeweils den Grammy in der Kategorie Bestes Jazz Instrumental Album, für Alegria auch den Jahrespreis der deutschen Schallplattenkritik. 2003 gewann Wayne Shorter den alljährlichen Kritikerpoll der Zeitschrift Down Beat gleich in fünf Kategorien: für Footprints Live! als „Album des Jahres“, als „Jazzmusiker des Jahres“ und Komponist, für die „Akustische Jazzgruppe des Jahres“ und auf dem Sopransaxophon. Beim Kritikerpoll 2013 lag Wayne Shorter erneut in vier Kategorien vorne: für Without a Net als „Album des Jahres“, als „Jazzmusiker des Jahres“ und auf dem Sopransaxophon sowie für die „Jazzgruppe des Jahres“. Für das Stück Orbits bekam er einen Grammy für die beste Jazzimprovisation. 2016 wurde er zum Mitglied der American Academy of Arts and Sciences gewählt. 2017 wurde er mit dem schwedischen Polar Music Prize ausgezeichnet und 2018 erhielt Shorter einen Kennedy-Preis. Für sein Album Emanon erhielt er 2019 den Grammy für das beste Jazz-Instrumentalalbum; auch im Kritikerpoll des Down Beat wurde Emanon als „Album des Jahres“ anerkannt, ebenso im Readers Poll, in dem er außerdem Jazzkünstler des Jahres wurde.

## Diskografie (Auszug)

### Alben unter eigenem Namen
- 1959: Introducing Wayne Shorter (Vee Jay)
- 1962: Second Genesis (Vee Jay)
- 1962: Wayning Moments (Vee Jay)
- 1964: Night Dreamer (Blue Note)
- 1964: JuJu (Blue Note)
- 1965: Speak No Evil (Blue Note)
- 1965: The Soothsayer (Blue Note, ed. 1979)
- 1965: The All Seeing Eye (Blue Note)
- 1965: Et Cetera (Blue Note, ed. 1980)
- 1966: Adam’s Apple (Blue Note)
- 1967: Schizophrenia (Blue Note)
- 1969: Super Nova (Blue Note)
- 1970: Moto Grosso Feio (Blue Note)
- 1970: Odyssey of Iska (Blue Note)
- 1974: Native Dancer (Columbia)
- 1985: Atlantis (Columbia)
- 1987: Phantom Navigator (Columbia)
- 1988: Joy Rider (Columbia)
- 1995: High Life (Verve)
- 1997: 1 + 1 (mit Herbie Hancock) (Verve)
- 2002: Footprints Live! (Verve)
- 2003: Alegría (Verve)
- 2005: Beyond the Sound Barrier (Verve)
- 2013: Without a Net (Blue Note)
- 2018: Emanon (Blue Note)
- 2022: Wayne Shorter, Terri Lyne Carrington, Leo Genovese and Esperanza Spalding: Live at the Detroit Festival (Candid)

### Mit Weather Report
Hauptartikel: Weather Report: Diskografie

### Als Sideman
- 1960: Art Blakey & the Jazz Messengers: Like Someone in Love
- 1960: Art Blakey & the Jazz Messengers: A Night in Tunisia
- 1961: Art Blakey & the Jazz Messengers: First Flight to Tokyo: The Lost 1961 Recordings (ed. 2021)
- 1963: Freddie Hubbard: The Body and the Soul
- 1963: Gil Evans: The Individualism of Gil Evans
- 1964: Art Blakey & the Jazz Messengers: Free for All
- 1964: Miles Davis: Miles in Berlin
- 1964: Lee Morgan: Search for the New Land
- 1964: Miles Davis Quintett: Miles in France 1963 & 1964: The Bootleg Series, Vol. 8
- 1965: Miles Davis Quintett: E.S.P.
- 1965: Miles Davis Quintett: Live at the Plugged Nickel 1965
- 1966: Miles Davis Quintett: Miles Smiles
- 1967: Miles Davis Quintett: Sorcerer
- 1967: Miles Davis Quintett: Nefertiti
- 1968: Miles Davis Quintett: Miles in the Sky
- 1968: Miles Davis Quintett: Filles de Kilimanjaro
- 1968: Miles Davis: In a Silent Way
- 1969: Miles Davis: Bitches Brew; Big Fun
- 1977: Joni Mitchell: Don Juan’s Reckless Daughter
- 1977: Steely Dan: Aja
- 1979: Joni Mitchell: Mingus
- 1992: Herbie Hancock, Wayne Shorter, Ron Carter, Tony Williams, Wallace Roney: A Tribute to Miles
- 1992: Helen Merrill: Clear Out of This World
- 1993: Marcus Miller: The Sun Don’t Lie
- 1997: T. S. Monk: Monk on Monk
- 1998: Herbie Hancock: Gershwin’s World
- 2007: Herbie Hancock: River: The Joni Letters
- 2020: Jazz at Lincoln Center Orchestra with Wynton Marsalis featuring Wayne Shorter: The Music of Wayne Shorter

### Nachrufe
- Ben Beaumont-Thomas: Wayne Shorter, icon of jazz saxophone, dies aged 89. In: The Guardian. 2. März 2023 (englisch).
- Wolfgang Sandner: ZUM TOD VON WAYNE SHORTER: Jazz ja, aber zollfrei sollte er sein. Frankfurter Allgemeine Zeitung, 3. März 2023.
- Tobi Müller: Riese auf Reisen. Zeit Online, 3. März 2023.
- Roland Spiegel: Zum Tod von Wayne Shorter: Am Saxophon überirdisch. BR Klassik, 3. März 2023.
- Andrian Kreye: Nachruf auf Wayne Shorter: Schlüssel zum Kosmos. Süddeutsche Zeitung, 2. März 2023.
- Nachruf des Rolling Stone (2023)

### Musikbeispiele
- The Jazz Messengers feat. Wayne Shorter: Mosaic auf YouTube
- Wayne Shorter: Adam's Apple auf YouTube
- Wayne Shorter: Speak No Evil auf YouTube
- Wayne Shorter: Footprints auf YouTube